# Heiligtum der Artemis Orthia

Landkarte für das Heiligtum der Artemis Orthia

Das Heiligtum der Artemis Orthia war eine der bedeutendsten religiösen Stätten in der griechischen Stadt Sparta.

## Das Heiligtum
Das Heiligtum befindet sich in einem natürlichen Becken zwischen dem spartanischen Stadtbezirk Limnai und dem Westufer des Flusses Evrotas. Die ältesten Funde, Keramikstücke des späten Griechischen Mittelalters, weisen darauf hin, dass der Kult wahrscheinlich schon seit dem 9. Jahrhundert v. Chr. existiert hat. Ursprünglich wurden die kultischen Rituale auf einem rechteckigen irdenen Altar abgehalten. Zu Anfang des 8. Jahrhunderts v. Chr. wurde das Temenos mit Flusssteinen ausgelegt und war von einer trapezförmigen Mauer umgeben. Später wurde ein Altar aus Holz und Stein sowie der Tempel gebaut. Die Arbeiten daran wurden aus der Beute der Kriege Spartas finanziert.
Ein zweiter Tempel wurde 570 v. Chr. während des Doppelkönigtums von Leon und Agasikles errichtet, als weitere militärische Erfolge Gelder zur Verfügung stellten. Das Gelände wurde aufgeschüttet und eingeebnet. Ein Altar und ein Tempel aus Kalkstein wurde erbaut, der sich an der vorigen Anlage ausrichtete. Die Umfassungsmauer wurde ebenfalls vergrößert und nahm eine rechteckige Form an. Im 2. Jahrhundert v. Chr. wurde ein zweiter Tempel komplett neu errichtet, der Altar hingegen wurde im 3. Jahrhundert renoviert, als die Römer ein Theater bauten, um die Schaulustigen für die Diamastigosis aufzunehmen.

## Der Kult

### Primitive Kultelemente

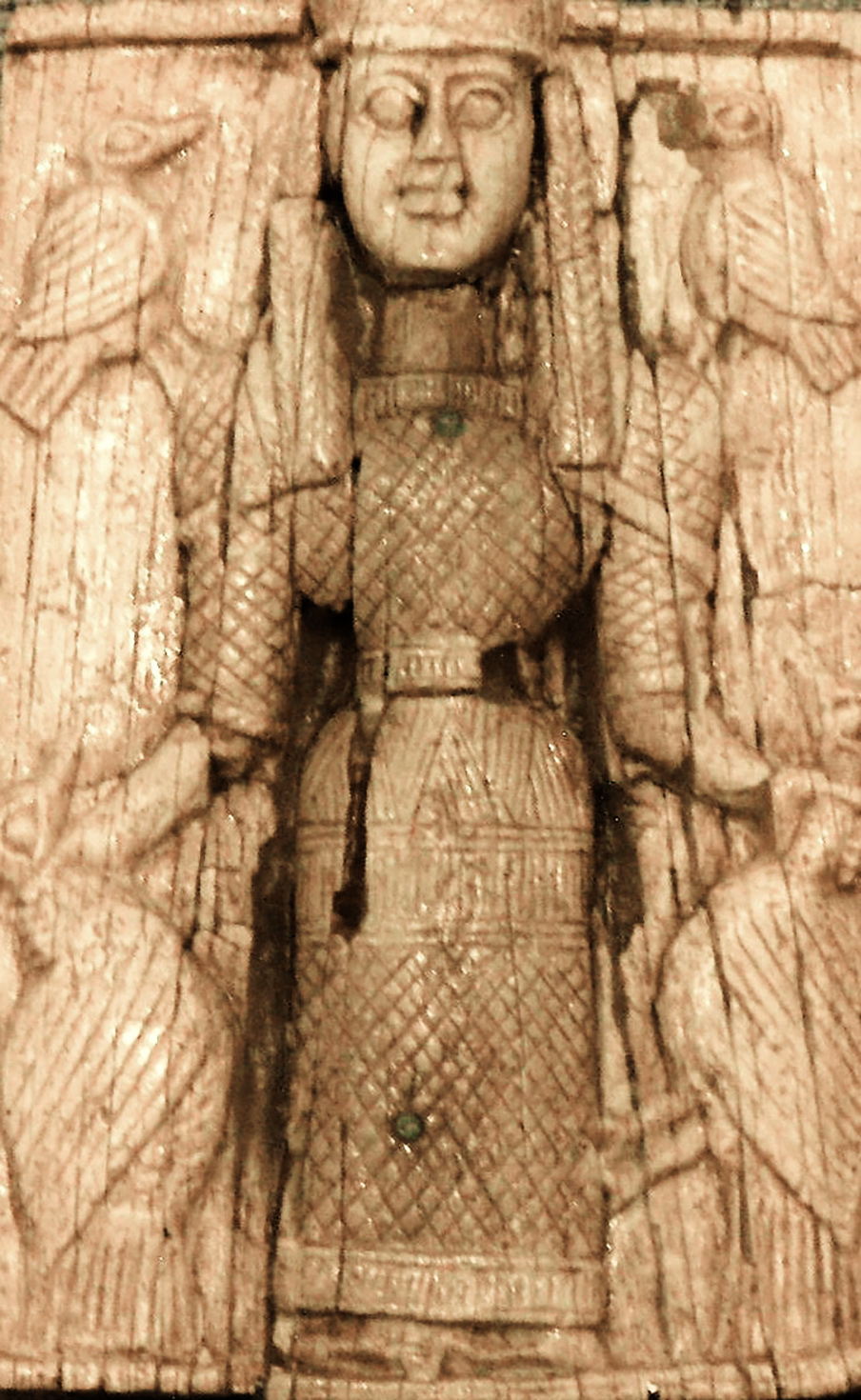
Repräsentation der Göttin auf einer elfenbeinernen Votivgabe, Archäologisches Nationalmuseum (Athen)

Ursprünglich war der Kult der Orthia eine präolympische Religion. Die Inschriften erwähnten einfach „Orthia“.
Der Kult wandte sich an eine xoanon, eine einfache Holzstatue mit dem Ruf des Bösartigen. Sie stammt angeblich von Tauris, wo sie von Orestes und Iphigenie gestohlen worden war. Pausanias beschreibt den Ursprung der diamastigosis (rituelle Flagellation):
„Ich werde einen weiteren Beweis antreten, dass die Orthia in Lakedämonien das hölzerne Abbild ist, das von den Fremden stammt. Zunächst ist es so, dass Astrabacus und Alopecus, die Söhne des Irbus (Sohn des Amphisthenes, Sohn des Amphicles, Sohn des Agis), wahnsinnig wurden, als sie das Bild erblickten. Zweitens fielen die spartanischen Limnatier, die Cynosurianer und das Volk von Mesoa and Pitane in einen Streit, während sie der Artemis opferten, was ebenfalls zum Blutvergießen führte; viele wurde vor dem Alter getötet und der Rest starb durch Krankheit.
Woraufhin ein Orakel ihnen geweissagt wurde, dass sie den Altar mit menschlichem Blut beflecken sollten. Derjenige, auf den das Los fiel, sollte geopfert werden, aber Lykurg änderte die Sitte dahingehend, dass der Ephebe ausgepeitscht werden sollte, daher wird nun auf diese Weise der Altar mit menschlichem Blut befleckt. Neben diesen steht die Priesterin, die das hölzerne Bild hält. Das nun ist klein und leicht, aber wenn die Folterer die Ruten lockern auf Grund der Schönheit des Jungen oder seines hohen Rangs, dann wird die Statue so schwer, dass die Priesterin sie kaum mehr tragen kann. Sie beschuldigt dann die Auspeitscher und sagt, es sei deren Fehler, dass sie niedergedrückt wird. So behält das Bild seit den Opferfeiern in Tauris seine Vorliebe für menschliches Blut. Sie nennen es nicht nur Orthia, sondern auch Lygodesma – „Lygosgebunden“, weil es in einem Lygosgestrüpp gefunden wurde, und das umgebende Gebüsch ließ das Bild aufrecht stehen.“ (Pausanias, Reisebericht aus Griechenland 3, 16, 9–11)
Nach Plutarch in seinem Buch Leben des Aristides (17, 8), ist die Zeremonie eine Wiederinkraftsetzung einer Episode in den Perserkriegen.
Zusätzlich zur Auspeitschung der Diamastigosis bestand der Kult in Solotänzen junger Männer und Chortänze von Mädchen. Für die jungen Männer ist der Preis eine Sichel, was ein landwirtschaftliches Ritual impliziert.
Die Existenz von Votivgaben beweist die Popularität des Kultes: Lehmmasken, die alte Frauen repräsentieren oder Hopliten, Bronze- und Terrakotta-Figuren zeigen Männer und Frauen, die Flöte, Lyra oder Zimbel spielen oder ein Pferd besteigen.
Die Artemis Orthia wurde in den vier Dörfern verehrt, die das Stadtgebiet Sparta ausmachten. Das fünfte Dorf Amyklai hatte keinen Anteil am Kult.

### Diamastigosis

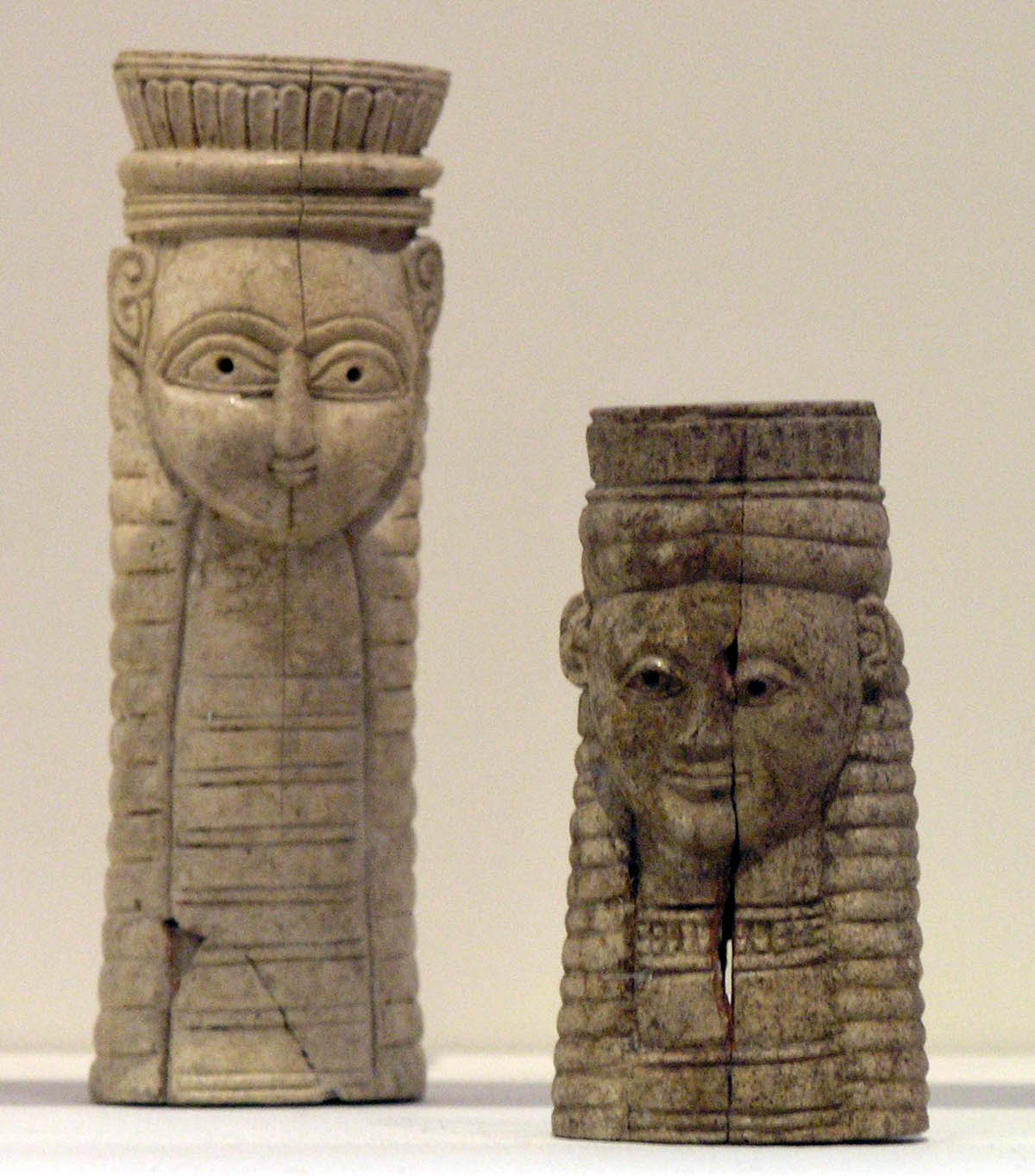
Votivgabe, die Tierbüsten darstellt, Archäologisches Nationalmuseum (Athen)

Der Kult der Orthia führte zur Diamastigosis (von diamastigô = „schwer auspeitschen“), wo Epheben ausgepeitscht wurden, wie Plutarch, Xenophon, Pausanias und Plato berichten. Auf dem Altar wurde Käse aufgeschichtet und von Erwachsenen mit Peitschen bewacht. Die jungen Männer wurden angewiesen, den Käse trotz der Peitschen wegzunehmen. Zumindest bis zur Römischen Ära konnte die Priesterin die Wucht der Auspeitschung bestimmen; nach Pausanias trug sie das xoanon während des Ritus, und falls es ihr zu schwer wurde, machte sie dafür die Einpeitscher schuldig, dass sie zu schwach schlugen.
Während der Römischen Zeit verkam das Ritual zu einem blutigen Spektakel mit gelegentlicher Todesfolge, wie Cicero (Tusculanae disputationes, II, 34) berichtet. Überall aus dem Imperium kamen Zuschauer. Im 3. Jahrhundert musste ein Theater gebaut werden, um die Touristen aufzunehmen. Libanios deutet an, dass das Spektakel bis zum 4. Jahrhundert Neugierige anzog.

## Ausgrabung der Stätte
Die Stätte wurde 1906–1910  von der British School at Athens ausgegraben. Zu jener Zeit schien die Stätte nur aus der Ruine eines Römischen Theaters zu bestehen, die nach der Gründung des modernen Sparta 1834 weitgehend geplündert war und kurz davor stand, in den Fluss zu stürzen. Die Archäologen unter der Leitung von Richard M. Dawkins fanden bald Anzeichen einer griechischen Besiedlung. Dawkins schreibt: „Das Römische Theater konnte effektiv... eine große Anzahl antiker Gegenstände bewahren, die Licht auf das primitive Sparta warfen und damit dieser Grabung eine kapitale Bedeutung verliehen.“ 1928 fand eine weitere Reinigungskampagne im Heiligtum statt.

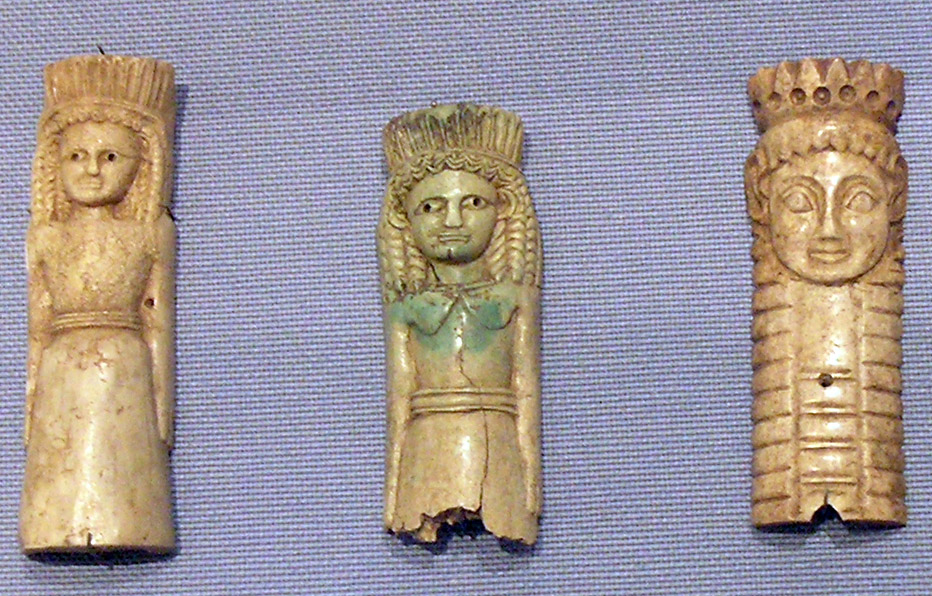
Elfenbeinbüste der Göttin; Votivgabe, Archäologisches Nationalmuseum (Athen)

## Bibliographie
- Richard M. Dawkins: The sanctuary of Artemis Orthia at Sparta : excavated and described by members of the British School at Athens 1906–1910. London 1929. Volltext im Internet
- Henri Jeanmaire: Couroi et Courètes : essai sur l’éducation spartiate et sur les rites d’adolescence dans l’Antiquité hellénique. Lille, Bibliothèque universitaire, 1939.
- John Boardman: Artemis Orthia and Chronology. In: The Annual of the British School at Athens. Band 58, 1963, 1–7.
- A. S. Spawforth: Spartan Cults Under the Roman Empire. In: Philolakon: Lakonian Studies in Honour of Hector Catling. London 1992, S. 227–238.
- P. Bonnechère: Orthia et la flagellation des éphèbes spartiates : un souvenir chimérique de sacrifice humain. In: Kernos. Band 6, 1993, S. 11–22.
- Paul Cartledge: Sparta and Lakonia. A Regional History 1300 to 362 BC. 2. Auflage. New York 2002, ISBN 0-415-26276-3
- Edmond Lévy: Sparte : histoire politique et sociale jusqu’à la conquête romaine. Paris 2003, ISBN 2-02-032453-9

Koordinaten: 37° 4′ 58″ N, 22° 26′ 6″ O